# いなぼう
いなぼうとは、兵庫県川辺郡猪名川町のマスコットキャラクターである。

## 概要
猪名川町の「清流猪名川を取り戻そう町民運動」のキャラクターとして平成19年(2007年)にデビューし、平成21年(2009年)9月から猪名川町のPRを行うマスコットキャラクターとして活躍している。
公募により名前とデザインが決められ、猪の子どもの呼び名「うりぼう」をベースに、猪名川の“いな”とうりぼうの“ぼう”をあわせて「いなぼう」とネーミングが付けられた。

## プロフィール
- 名前:いなぼう
- 出身地:猪名川町
- 誕生日:6月1日（名前が決まった日）
- 性別:男の子
- 年齢:小学生
- 好きなこと:川遊び
- 友だち:魚くん
- 好きな場所：猪名川
- 夢:いつまでも美しい猪名川を守りたい